# إدارة المتنزهات الوطنية
في مطلع عام 1980م, عرّفت دائرة خدمات المناطق المفتوحة أو خدمة المتنزهات الوطنية(National Park Service (NPS أربعة أنواع من المواقع التاريخية: المواقع التاريخية، المواقع التاريخية الفطرية، المواقع العرقية، والمواقع المنسقة أو المصممة Designed Landscapes. ولغايات تعريفات وتصنيفات مسوحات المصادر الحضارية, فقد قسمت المواقع المفتوحة حاليا على نحو أبسط إلى نوعين أساسيين: المواقع المصممة ونعني بها المواقع التي وضعت بشكل واعي لتعكس إحدى نظريات التصميم أو طرازا عرقيا, والمواقع الفطرية وهي التي تطورت أو تنامت من خلال الحاجات الوظيفية أو نتيجة للإشغال. ويمكن التمييز أو إدراج أي موقع مدروس تحت أحد هذين النوعين- مصمم أو فطري- من خلال الإجابة على سؤال واحد وهو: لماذا يبدو هذا الموقع المفتوح كما هو عليه؟.
يمكن للتعريفات الأربعة الأصلية لطرز المواقع المفتوحة والتي حددها NPS أن تكون مفيدة في عملية تمييز المواقع التاريخية المفتوحة وتحليلها وتقييم أهليتها للإدراج في السجل الوطني للتراث.
وبشكل عام يطلق مصطلح المواقع التاريخية على:
- المناطق الجغرافية التي كانت خاضعة للتدخل والتعديل أو للتصاميم البشرية.
- المناطق المستخدمة بأنماط خدمية معروفة ومدروسة.
- أي موقع راسخ ولم يتغيرفيه شيء, مرتبط بحدث معين.
- أو أي موقع طبيعي يحتوي على قيم حضارية, عرقية, وتراثية هامة.

إذا تم التعديل والتطوير, القيمة, أو الحدث منذ أكثر من 50 عاما, وتملك هندسة الموقع القدرة على إبراز التكامل ما بين الموقع والقيمة الخاصة به, وبما يتناسب مع معايير السجل الوطني للتراث, حينها يكون الموقع المنسق ملائما للدراسة والإدراج في السجل الوطني للتراث. بشكل عام, المواقع البارزة والتي يزيد عمرها عن 50 سنة, ويمكن أن تملك ولو مستوى بسيط من المؤشرات والأهلية التاريخية هي فقط التي تتطلب تقييما رسميا كاملا لتحديد أهليتها الفعلية للإدراج في السجل الوطني للتراث ومن ثم الحفاظ عليها.
أول تعريف للمواقع الحضرية Cultural Landscapes, وضعه [روبرت ميلنك Robert z. Melnick], في دراسته التي اعتمدها مركز خدمات وحماية المتنزهات الوطنية في أمريكا وكان عن المناطق الريفية التاريخية:

«منطقة المواقع التاريخية الريفية هي مساحة معّرفة جغرافيا, تملك مقومات تركيزية, رابطة بين عدة مواقع أو استمرارية لمكونات الموقع المتحدة- استخدام الإنسان والأحداث الماضية, أو جماليا من خلال مسقط أفقي أو تطوير ملموس-. في العادة, تتميز المنطقة التاريخية الريفية عن المحيط المباشر لها بواسطة متغيرات بصرية- كالتنظيم الفراغي للموقع, الكثافة, المقياس أو العمر- أو بواسطة التوثيقات التاريخية للمجتمعات وأنماط التطوير المختلفة».

## روابط خارجية
- إدارة المتنزهات الوطنية على موقع الموسوعة البريطانية (الإنجليزية)

- موقع خدمة المتنزهات الوطنية NPS